# Línea 903 (Argentina)
La línea 903 de autobuses fue una concesión de jurisdicción nacional para el transporte de pasajeros. El servicio fue prestado por la empresa "Cooperativa de Provisión de Servicios del Transporte Automotor de Pasajeros" (C.O.T.A.P.), conocida como COTAP Resistencia, hasta el año 2002. Esta empresa entró en quiebra, y en el año 2004 le remataron todos los colectivos.
Su recorrido conectaba la localidad de Resistencia, cabecera del departamento San Fernando, Provincia del Chaco, con la localidad de Corrientes, cabecera del departamento Capital, Provincia de Corrientes. 
En la mañana del 6 de octubre de 2010, comenzaron a circular colectivos de la empresa "El Norte Bis" (subsidiaria de Flecha Bus), aunque en poco tiempo quedaron fuera de circulación.